# ユ・アイン
ユ・アイン（유아인、1986年10月6日 - ）は、韓国の俳優。本名はオム・ホンシク（엄홍식、厳弘植）。本貫は寧越厳氏。

## 略歴
韓国ドラマ『成長ドラマ Sharp』でAraの恋人アインを演じ一躍注目を浴びる。2006年『俺たちに明日はない』で映画デビュー。2008年末に公開の映画『アンティーク』ではチュ・ジフンやキム・ジェウクとともに主役に抜擢され、元ボクシング選手でパティシエ見習いという役柄を演じた。 
2010年ドラマ『トキメキ☆成均館スキャンダル』のムン・ジェシン役は当初原作のイメージと合わないと多く不安視されたが、放送後は”コロ病”現象と呼ばれるほどの人気を博した。
その後も映画・ドラマに立て続けに出演し、この時代を生きる多彩な青春の姿を代弁し共感と好評を得ながら、少年から演技派へと成長。
2014年ドラマ『密会』で天使のように純粋な天才ピアニストを演じた翌年、2015年の映画『ベテラン』ではデビュー以来初めて強烈な悪役に挑戦。また、俳優業の他にも多数のファッション誌でモデルを務めるなど、活動の幅は多彩である。2015年の映画『王の運命 -歴史を変えた八日間-』で青龍映画賞の主演男優賞を受賞。
2023年2月、全身麻酔や鎮静に用いられるプロポフォールの不正使用で強制捜査を受けた。同時に、大麻の陽性反応が検出された。同年10月19日、麻薬類管理に関する法律違反や証拠隠滅教唆、詐欺、医療法違反などの罪で在宅起訴された。

## 人物
高校中退後、2007年に検定考試に合格して檀国大学校に入学した。その後は再び建国大学校に通っていた。2017年に骨肉腫が検出されたため、兵役は免除となった。

## 出演

### 映画
- 俺たちに明日はない（2006年） - チョン・チョンテ 役
- よいではないか（2007年） - シム・ヨンテ 役
- Antique〜西洋骨董洋菓子店（2008年） - ヤン・ギボム 役
- 空と海（2009年） - チング 役
- ワンドゥギ（2011年） - ト・ワンドゥク 役
- カンチョリ オカンがくれた明日（2013年） - カン・チョル 役
- ウリビョル1号とまだら牛（2014年） - まだら牛／コ・ギョンチョン 役　※声の出演
- 優しい嘘（2014年） - チュ・サンバク 役
- ベテラン（2015年） - チョ・テオ 役
- 王の運命 -歴史を変えた八日間-（2015年） - 思悼世子 役 [15]
- ハッピーログイン（2016年） - ノ・ジヌ 役
- バーニング 劇場版（2018年）- ジョンス 役
- 国家が破産する日（2018年） - ユン・ジョンハク 役
- #生きている（2020年） - ジュヌ 役[16]
- 声もなく（2020年） - テイン 役[17]
- ハイファイブ（2022年）[18]
- ソウル・バイブス（2022年）[19]
- スンブ:二人の棋士 （2025年） - イ・チャンホ 役

### ドラマ
- シャープ（2003年、KBS2） - ユ・アイン 役
- 4月のキス（2004年、KBS） - カン・ジェソプ 役
- シウン&スハ（2005年、KBS） - イ・ミンソク 役
- 必殺! 最強チル（2008年、KBS） - フクサン／キム・ヒョク 役
- 結婚できない男（2009年、KBS） - パク・ヒョンギュ 役
- トキメキ☆成均館スキャンダル（2010年、KBS） - ムン・ジェシン 役
- ファッション王（2012年、SBS） - カン・ヨンゴル 役
- チャン・オクチョン-張禧嬪-（2013年、SBS） - 粛宗 役
- 密会（2014年、JTBC） - イ・ソンジェ 役
- 恋愛の発見（2014年、KBS） - ヨルムの工房の客 役 ※第16話のみカメオ出演
- 六龍が飛ぶ（2015年、SBS） - イ・バンウォン 役
- 太陽の末裔（2016年、KBS） - オム・ホンシク 役 ※第13話のみカメオ出演
- シカゴ・タイプライター〜時を超えてきみを想う〜（2017年、tvN） - ハン・セジュ／ソ・フィヨン 役
- ソウル大作戦（2021年、Netflix） - ドンウク役
- 地獄が呼んでいる（2021年、Netflix） - チョン・ジンス 役
- 終末のフール（2024年、Netflix） - ハ・ユンサン 役

### バラエティ
- ユ・アインのLaunch My Life in London（2011年、Mnet）
- ニュー! 日曜日は楽しい ランニングマン（2013年9月22日放送回にゲスト参加、SBS）

### ミュージックビデオ
- T.O「足跡」（2004年）
- BoA「Only One」（2012年）
- Peggy Gould「Heung-Bu」（2016年）
- SE　SO　NEON「Jayu」

## 受賞歴
- 2007年 第3回平沢ピアソン映画祭新人賞 (『俺たちの明日』)
- 2007年 第8回釜山映画評論家協会 新人男優賞 (『俺たちの明日』)
- 2008年 第11回ディレクターズ・カットアワード 新人演技者賞 (『アンティーク 〜西洋骨董洋菓子店〜』)
- 2010年 第5回Aアワード(A-Award) スタイル部門賞
- 2010年 KBS演技大賞 ベストカップル賞 (『成均館☆スキャンダル』)
- 2011年 第5回Mnet 20's Choice ホット20s Voice賞
- 2011年 第4回スタイルアイコン・アワード(SIA) 本賞
- 2012年 第3回今年の映画賞（韓国映画記者協会主催） 発見賞 (『ワンドゥギ』)
- 2015年 第3回marie claireアジアスターアワード アジアスター賞
- 2015年 第15回大韓民国青少年映画祭 人気映画俳優部門賞
- 2015年 第36回青龍映画賞 主演男優賞 (映画『王の運命 -歴史を変えた八日間-』)
- 2015年 ファッショニスタ・アワード 映画ファッション部門賞 (『ベテラン』)
- 2015年 第10回Aアワード(A-Award) スタイル部門賞
- 2015年 第5回美しい芸術人賞 美しい演劇芸術人賞 (『ベテラン』『王の運命 -歴史を変えた八日間-』)
- 2015年 第4回CFDKアワード 今年のファッションアイコン賞
- 2015年 韓国映画俳優協会 韓国トップスタ賞 (『ベテラン』『王の運命 -歴史を変えた八日間-』)
- 2015年 SBS演技大賞 長編ドラマ部門男女最優秀演技賞 (『六龍が飛ぶ』)、ベストカップル賞 (『六龍が飛ぶ』)、10大スター賞
- 2016年 第7回今年の映画賞 主演男優賞 (『王の運命 -歴史を変えた八日間-』)
- 2016年 第11回MAX MOVIE 最高の映画賞 最高の男俳優賞 (『ベテラン』)
- 2016年 第8回スタイルアイコンアジア(SIA) スタイルアイコン賞
- 2016年 第10回アジア・フィルム・アワード ネクストジェネレーション賞
- 2016年 第21回春史映画賞 主演男優賞 (『王の運命 -歴史を変えた八日間-』)
- 2016年 第36回黄金撮影賞 主演男優賞 (『ベテラン』)
- 2016年 第52回百想芸術大賞 テレビ部門最 男性優秀演技賞 (『六龍が飛ぶ』)
- 2016年 第7回大韓民国大衆文化芸術賞 国務総理表彰
- 2016年 第16回大韓民国青少年映画祭 人気映画俳優部門賞
- 2017年 第19回韓国ファッション写真作家協会 今年のフォトジェニック賞
- 2021年 第41回青龍映画賞 主演男優賞・人気スター賞（『音もなく』）
- 2021年 第6回アジア・アーティスト・アワード 今年の俳優賞・アジアセレブリティ賞（『音もなく』）